# Будник, Иван Максимович
Иван Максимович Будник (укр. Іван Максимович Будник; 26 января 1925 год, село Галанвец, Сумская область-?) — передовик производства, бригадир опалубщиков-монтажников Кременчуггэсстроя Министерства строительства электростанций СССР, Кировоградская область, Украинская ССР. Герой Социалистического Труда (1961).
Участвовал в строительстве ГЭС на Украине. С 1952 по 1956 года работал на строительстве Каховской ГЭС, с 1956 по 1960 год — на строительстве Кременчугской ГЭС и после 1960 года строил Киевские ГЭС и ГАЭС. В 1961 году удостоен звания Героя Социалистического Труда «за выдающиеся успехи, достигнутые в сооружении Кременчугской гидроэлектростанции, большой вклад, внесённый в разработку и внедрение прогрессивных методов труда в строительство гидросооружений
и монтаж оборудования».

## Награды
- Герой Социалистического Труда — указом Президиума Верховного Совета СССР от 4 ноября 1961 года
- Орден Ленина